# Hledání Janáčka
Hledání Janáčka je dokumentární film o životě skladatele Leoše Janáčka.
Film, jehož scénář napsal a který režíroval Petr Kaňka, získal čestné uznání na Mezinárodním televizním festivalu Zlatá Praha v roce 2003. Byl uveden v roce 2004 ke 150. výročí narození Janáčka. Režisér spojil archivní záběry a současnou jevištní tvorbu. 
Film zachycuje komplikovanou povahu Leoše Janáčka (hraje Hanuš Bor), jeho dílo a vztah k jeho ženě (Ilona Svobodová) a jeho milence Kamile Stösslové (Zuzana Vejvodová). Představuje Janáčka jako vizionáře hudebního realismu, který používá zvláštní hudební ztvárnění. Režisér se snažil vyhnout se stereotypům skladatele. Film spíše zachycuje jeho život od dětství, brzký odchod od rodičů a různé konflikty, jakož i těžkou práci, sebevzdělávání a touhu tvořit. 